# Tribuno della plebe
Il tribuno della plebe (in latino tribunus plebis) fu la prima magistratura plebea a Roma. Il nome deriva dalle antiche tribù formatesi fin dall'età regia.

## Evoluzione

### Epoca repubblicana

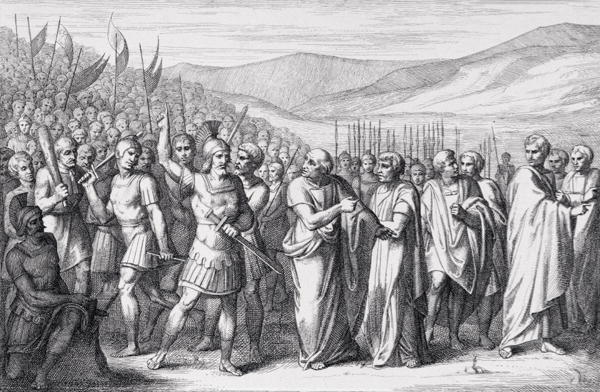
Secessione sul Monte Sacro, B. Barloccini, 1849

Fu creata nel 494 a.C., all'incirca 15 anni dopo la fondazione della Repubblica romana nel 509 a.C. I plebei di Roma avevano effettuato una secessione, cioè avevano abbandonato in massa la città, ritirandosi sul Monte Sacro, accettando di rientrare (fu Menenio Agrippa a convincerli grazie a un apologo sul corpo umano, nel quale evidenziava l'importanza della plebe per Roma, essendo un paese fondato sulla guerra), solo quando i patrizi avessero dato il loro consenso alla creazione di una carica pubblica che avesse il carattere di assoluta inviolabilità e sacralità, caratteristiche sintetizzate dal termine latino sacrosanctitas.
Questo significava che lo Stato si assumeva il dovere di difendere i tribuni da qualsiasi tipo di minaccia fisica, e inoltre garantiva ai tribuni stessi il diritto di difendere un cittadino plebeo messo sotto accusa da un magistrato patrizio (ius auxiliandi). Secondo la tradizione i primi tribuni della plebe si chiamavano Lucio Albinio e Gaio Licinio Stolone.
La sacrosanctitas, cioè l'inviolabilità, faceva sì che chiunque toccasse il tribuno diventasse sacer agli dei inferi, quindi passibile di pena capitale. Il tribuno aveva il diritto di presiedere i concilia plebis (ius agendi cum plebe) e, in epoca più tarda, il diritto di convocare il senato (ius senatus habendi).
I tribuni della plebe, dal 471 a.C., vennero eletti dai concilia plebis.
I tribuni della plebe non avevano alcun potere al di fuori delle mura della città, tranne quando, con gli altri magistrati romani, si recavano sul monte Albano per i sacrifici, comuni ai Latini, a Giove. Questa limitazione fu sfruttata dai consoli del 483 a.C., Marco Fabio Vibulano e Lucio Valerio Potito, per superare l'opposizione di un tribuno della plebe alla leva militare di quell'anno; i due consoli infatti, sfruttando questa limitazione al potere del tribuno, chiamarono la leva fuori dalle mura della città.

A partire dal 457 a.C., durante il consolato di Gaio Orazio Pulvillo e di Quinto Minucio Esquilino Augurino il numero dei tribuni fu elevato a dieci, due per ciascuna classe. 
(Tito Livio, Ab Urbe Condita Libri, Libro III, 30.)
Fino al 421 a.C. il tribunato fu l'unica magistratura a cui i plebei potevano accedere e che, naturalmente, era a essi riservata. Per contro negli ultimi periodi della repubblica questa carica aveva assunto un'importanza e un potere talmente grandi che alcuni patrizi ricorsero a espedienti per riuscire a conseguirla. Ad esempio Clodio si fece adottare da un ramo plebeo della sua famiglia e fu così in grado di candidarsi, con successo, alla carica. Non mancarono casi in cui l'inviolabilità della carica di tribuno fu usata come pretesto per compiere violenze e soprusi, come nel caso dello stesso Clodio e in quello di Milone.
Dal 449 a.C. acquisirono un potere ancora più formidabile, lo Ius intercessionis, ovvero il diritto di veto sospensivo contro provvedimenti che danneggiassero i diritti della plebe emessi da un qualsiasi magistrato, compresi i consoli, i dittatori e gli altri tribuni della plebe; soltanto l’interrex ne era esentato. Polibio aggiunge che, se anche uno solo dei tribuni della plebe avesse opposto il proprio veto, il Senato non solo non avrebbe potuto eseguire alcuna delle sue deliberazioni (senatus consulta), ma neppure tenere sedute ufficiali o riunirsi.
I tribuni avevano inoltre il potere di irrogare la pena capitale a chiunque ostacolasse o interferisse con lo svolgimento delle loro mansioni, sentenza di morte che veniva solitamente eseguita mediante lancio dalla Rupe Tarpea. Questi sacri poteri dei tribuni furono a più riprese sanciti e confermati in occasione di solenni riunioni plenarie di tutto il popolo plebeo.

### Epoca imperiale
Un altro espediente usato dai patrizi per aggirare il divieto di diventare tribuni fu quello di farsi investire del potere di tribuno (tribunicia potestas) anziché essere eletti direttamente, come avvenne nel caso del primo imperatore romano Augusto. Questa prerogativa costituiva una delle due basi costituzionali su cui si fondava l'autorità di Augusto (l'altra era l'imperium proconsulare maius). In questo modo egli era in grado di porre il veto su qualsiasi decreto del Senato, tenendo così questa assemblea sotto il proprio totale controllo. Inoltre poteva esercitare l'intercessione e irrogare la pena capitale oltre a godere dell'immunità personale. Anche la maggior parte degli imperatori successivi assunse la tribunicia potestas durante il proprio regno, sebbene alcuni imperatori ne fossero stati investiti anticipatamente dai rispettivi predecessori, come ad esempio Tiberio, Tito, Traiano e Marco Aurelio. Altri personaggi, come Marco Vipsanio Agrippa e Druso maggiore, l'assunsero pur senza divenire in seguito imperatori.

## Epoche successive
Per analogia con la funzione svolta dai tribuni dell'antica Roma anche alcuni politici del medioevo e dell'età moderna furono indicati come tribuni della plebe, ad esempio Cola di Rienzo.